# Fernando Zuniga
Fernando Zuniga (ur. 4 lutego 1973 w Esmeraldas) – ekwadorski bokser zawodowy walczący w kategorii superśredniej. Trzykrotny zawodowy mistrz świata w wadze półśredniej i średniej.

## Kariera
Początkowo od maja 1994 trenował boks amatorski tocząc tylko cztery walki. Na zawodowym ringu zadebiutował 25 października 1995 roku. Jego pierwszym przeciwnikiem był Malcolm Brooks, którego Zuniga znokautował w drugiej rundzie.
W 1996 stoczył kolejne pięć walk – wszystkie wygrał w pierwszej rundzie przez nokaut. Na przełomie 1996 i 1997 roku dwukrotnie walczył z Calvinem Combsem. Podczas rewanżowego pojedynku doznał pierwszej w karierze porażki na punkty. Następnie w tym samym roku stoczył dwie wygrane walki. W 1998 roku stoczył cztery wygrane walki, trzykrotnie nokautując przeciwników. W 1999 roku doznał kolejnej porażki na punkty z Mario Iribarrenem. Po porażce wygrał kolejne cztery pojedynki. 3 marca 2000 roku przegrał z Williamem Joppy. W 2000 roku wygrał dwie kolejne walki. W 2001 roku przegrał dwie z trzech stoczonych walk, po czym na rok zawiesił karierę pięściarską.
W 2003 roku powrócił do boksu. Pierwszą walkę po powrocie wygrał przez techniczny nokaut. Kolejne dwie walki przegrał przez decyzję i nokaut techniczny. W 2005 roku stoczył dwie walki, z których jedną wygrał a jedną przegrał. W latach 2006–2007 stoczył trzy wygrane pojedynki. 21 września 2007 roku podczas walki z Ricardo Cortesem został zdyskwalifikowany w trzeciej rundzie. W latach 2008–2009 stoczył dwie wygrane walki. Ostatni pojedynek stoczył 6 lutego 2010 z Peterem Quillinem przegrywając starcie.
Po zakończeniu kariery zajął się biznesem związanym z boksem – założył klub pięściarski Latigo Boxing Club w amerykańskiej miejscowości Paramount w Kalifornii.

### Zdobyte tytuły
- International Boxing Association Continental Middleweight Title (wygrał zwakowany tytuł pokonując Pedro Ortegę przez techniczny nokaut; 13 lutego 2003)
- International Boxing Association Continental Super Middleweight Title (pokonał przez techniczny nokaut Antona Robinsona; 9 czerwca 2000)
- Universal Boxing Federation Middleweight Title (pokonał przez nokaut Juliana Samahę; 14 listopada 1998)